# اکالیپتوس پرشاخه
اکالیپتوس پرشاخه (نام علمی: Eucalyptus gillii) نام یک گونه از سرده اوکالیپتوس و درختی چندساقه‌ای به ارتفاع حداکثر ۸ متر است. پوست تنهٔ صاف و در بخش زیرین با پوست جداشده از تنه دارد، برگ‌های سبز و خاکستری یا آبی و خاکستری سرنیزه‌ای یا تخم‌مرغی پهن یا به شکل قلب و گل‌هایی زرد کم‌رنگ به طول ۲ سانتی‌متر دارد.